# Рак Марфа Аврамівна
Ма́рфа Авра́мівна Рак (1912 , Ічня, Борзнянський повіт, Чернігівська губернія, Російська імперія  — невідомо ) — українська радянська діячка, вчителька, секретар Київського обкому КПУ. Депутат Верховної Ради УРСР 1–3-го скликань. 

## Біографія
Народилася 1912 року в родині селянина-бідняка в містечку Ічня, тепер місто Ічня, Чернігівська область, Україна. Закінчила чотири класи середньої школи, працювала колгоспницею. У 1932–1933 роках — учениця зоотехнікуму.
У 1937 році закінчила Ніжинський педагогічний інститут.
У 1937–1939 роках — вчителька хімії та біології середньої школи села Катюжанка Димерського району Київської області. 
26 червня 1938 року була обрана депутатом до Верховної Ради УРСР 1-го скликання по Димерській виборчій окрузі № 67 Київської області.
У 1939–1941 роках — завідувач навчальної частини середньої школи села Катюжанка Димерського району Київської області.
Член ВКП(б) з 1940 року.
Під час німецько-радянської війни з 1941 року перебувала в евакуації. Працювала вчителькою середньої школи у Безимянському районі Саратовської області РРФСР, була завідувачем відділу пропаганди і агітації Безимянського районного комітету ВКП(б).
З 1943 року — завідувач відділу пропаганди і агітації Димерського районного комітету КП(б)У Київської області; 1-й секретар Димерського районного комітету КП(б)У.
У липні 1954 — 15 вересня 1961 року — секретар Київського обласного комітету КПУ.

## Нагороди
- орден Трудового Червоного Прапора (7.03.1960)
- орден «Знак Пошани» (26.02.1958)
- медалі